# Cura Carpignano
Cura Carpignano (Cüra in dialetto pavese) è un comune italiano di 5 075 abitanti della provincia di Pavia in Lombardia. Si trova nel Pavese centro-orientale, a sud-est dell'Olona.

## Storia
Noto fin dal XII secolo come Carpignano, e di probabile origine romana (dal gentilizio Carpinius), apparteneva alla Campagna Sottana di Pavia. Nel XV secolo era feudo dei Beccaria di Pavia, passando poi ai Tettoni. Nella seconda metà del XVIII secolo non era più infeudato. Nello stesso secolo è aggregato a Carpignano il comune di Strazzago. Nel 1863 ricevette il nuovo nome di Cura Carpignano, e nel 1871-1872 gli vennero aggregati i soppressi comuni di Vimanone e Calignano.

### Simboli
Lo stemma e il gonfalone sono stati concessi con decreto del presidente della Repubblica del 29 maggio 1954.
La composizione dello stemma simboleggia la posizione del comune nella pianura pavese attraversata da numerosi corsi d'acqua, tra cui il fiume Olona.
Il gonfalone è un drappo partito di verde e di bianco.

## Società

### Evoluzione demografica
Abitanti censiti